# David Hurst
David Hurst (született Heinrich Theodor Hirsch) (Berlin, 1926. május 8. – Berlin, 2019. szeptember 15.) német–amerikai színész.

## Filmjei
Mozifilmek
- The Perfect Woman (1949)
- Tony Draws a Horse (1950)
- Soho Conspiracy (1950)
- Smart Alec (1951)
- So Little Time (1952)
- Öreg Riley Anya találkozik a vámpírral (Mother Riley Meets the Vampire) (1952)
- Venetian Bird (1952)
- Top Secret (1952)
- Rough Shoot (1953)
- Always a Bride (1953)
- River Beat (1954)
- Mad About Men (1954)
- Kacagó kocogó, avagy Pitkin visszatér a moziba (One Good Turn) (1955)
- As Long as They're Happy (1955)
- All for Mary (1955)
- After the Ball (1957)
- The Confession (1964)
- The Maltese Bippy (1969)
- Helló, Dolly! (Hello, Dolly) (1969)
- Kelly hősei (Kelly's Heroes) (1970)
- Orville and Wilbur (1973)
- Brazíliai fiúk (The Boys from Brazil) (1978)

Tv-filmek
- Anastasia (1967)
- To Die in Paris (1968)
- Nero Wolfe (1979)
- A túlélő (Skokie) (1981)

Tv-sorozatok
- Floor Show at the Regency Room (1950, négy epizódban)
- Orient Express (1952, egy epizódban)
- The Adventures of Aggie (1956, egy epizódban)
- Theatre Night (1957, egy epizódban)
- BBC Sunday-Night Theatre (1957, egy epizódban)
- Armstrong Circle Theatre (1957, egy epizódban)
- The DuPont Show of the Month (1958, egy epizódban)
- Kraft Television Theatre (1958, két epizódban)
- Play of the Week (1960, két epizódban)
- Dow Hour of Great Mysteries (1960, egy epizódban)
- Car 54, Where Are You? (1962, egy epizódban)
- The Defenders (1962, 1964, két epizódban)
- The Patty Duke Show (1965, egy epizódban)
- Look Up and Live (1965, két epizódban)
- The Man from U.N.C.L.E. (1965, 1968, három epizódban)
- Hawk (1966, egy epizódban)
- The Girl from U.N.C.L.E. (1966, egy epizódban)
- Mannix (1967, egy epizódban)
- Mission: Impossible (1967, 1969, két epizódban)
- It Takes a Thief (1968, egy epizódban)
- The Monkees (1968, egy epizódban)
- Run for Your Life (1968, egy epizódban)
- Star Trek (1969, egy epizódban)
- The Flying Nun (1968–1969, két epizódban)
- The Mod Squad (1970, egy epizódban)
- The F.B.I. (1970, egy epizódban)
- Dark Shadows (1971, három epizódban)
- Great Performances (1971, egy epizódban)
- NET Playhouse (1971, egy epizódban)
- The Doctors (1972–1975, 17 epizódban)
- Serpico (1976, egy epizódban)
- McCloud (1977, egy epizódban)
- Insight (1977, egy epizódban)
- Disneyland (1978, egy epizódban)
- Eight Is Enough (1978, egy epizódban)
- Quincy M.E. (1978, egy epizódban)
- Charlie angyalai (Charlie's Angels) (1980, egy epizódban)